# Championnat national de tennis des États-Unis 1954
Pour un article plus général, voir US Open de tennis.
Résultats détaillés de l’édition 1954 du championnat de tennis US National qui est disputée du 28 août au 6 septembre 1954.

## Palmarès
| Tableau          | Vainqueurs                   | Vainqueurs | Score              | Finalistes                           | Finalistes           |
| ---------------- | ---------------------------- | ---------- | ------------------ | ------------------------------------ | -------------------- |
| Simple dames     | Doris Hart                   | États-Unis | 6-8, 6-1, 8-6      | Louise Brough Clapp                  | États-Unis           |
| Simple messieurs | Vic Seixas                   | États-Unis | 3-6, 6-2, 6-4, 6-4 | Rex Hartwig                          | Australie            |
| Double dames     | Shirley Fry Irvin Doris Hart | États-Unis | 6-4, 6-4           | Louise Brough Clapp Margaret Osborne | États-Unis           |
| Double messieurs | Vic Seixas Tony Trabert      | États-Unis | 3-6 6-4 8-6 6-3    | Lew Hoad Ken Rosewall                | Australie            |
| Double mixte     | Doris Hart Vic Seixas        | États-Unis | 4-6, 6-1, 6-1      | Margaret Osborne Ken Rosewall        | États-Unis Australie |

## Simple dames
|  |               |  |   |   |   |
|  | Finale        |  |   |   |   |
|  |               |  |   |   |   |
|  |               |  |   |   |   |
|  | Doris Hart    |  | 6 | 6 | 8 |
|  | Doris Hart    |  | 6 | 6 | 8 |
|  | Louise Brough |  | 8 | 1 | 6 |

## Double dames
|  |                                |  |   |   |  |
|  | Finale                         |  |   |   |  |
|  |                                |  |   |   |  |
|  |                                |  |   |   |  |
|  | Shirley Fry Doris Hart         |  | 6 | 6 |  |
|  | Shirley Fry Doris Hart         |  | 6 | 6 |  |
|  | Louise Brough Margaret Osborne |  | 4 | 4 |  |

## Double mixte
|  |                               |  |   |   |   |
|  | Finale                        |  |   |   |   |
|  |                               |  |   |   |   |
|  |                               |  |   |   |   |
|  | Doris Hart Vic Seixas         |  | 4 | 6 | 6 |
|  | Doris Hart Vic Seixas         |  | 4 | 6 | 6 |
|  | Margaret Osborne Ken Rosewall |  | 6 | 1 | 1 |